# Edifício Square Garden

Fachada em concreto por David Libeskind

O edifício Square Garden é um imóvel de multiplos pavimentos localizado no bairro residencial de Higienopolis, em São Paulo, Brasil. Projetado pelo renomado arquiteto David Libeskind
, ficou famoso por sua fachada invadora em concreto, que acabou o tornando cartão postal da região.
O projeto conta com 18 pavimentos residenciais, garagem térrea e dois pavimentos para lazer
. Foi construido na década de 80, pouco depois de outra famosa obra de David Libeskind, o Conjunto Nacional.